# Classe ATC N04
La classe ATC N04, dénommée « Anti-parkinsoniens », est un sous-groupe thérapeutique de la classification anatomique, thérapeutique et chimique, développée par l'OMS pour classer les médicaments et autres produits médicaux. La classe ATC vétérinaire correspondante dans la classification ATCvet est QN04. Le sous-groupe présenté ici est celui établi par l'OMS, et peut donc différer des versions dérivées utilisées dans certains pays. Il fait partie du groupe anatomique N de la classification, intitulé « Système nerveux ».

## N04A Agentsanticholinergiques

### N04AA Amines tertiaires
N04AA01 Trihexyphénidyle
N04AA02 Bipéridène
N04AA03 Métixène
N04AA04 Procyclidine
N04AA05 Profénamine
N04AA08 Dexétimide
N04AA09 Phenglutarimide
N04AA10 Mazaticol
N04AA11 Bornaprine
N04AA12 Tropatépine

### N04ABÉtherschimiquement proches desantihistaminiques
N04AB01 Étanautine
N04AB02 Orphénadrine (chlorure)

### N04AC Éthers de latropineou dérivés de la tropine
N04AC01 Benzatropine
N04AC30 Étybenzatropine

## N04B Agentsdopaminergiques

### N04BA Dopa et dérivés du dopa
N04BA01 Lévodopa
N04BA02 Lévodopa et inhibiteur de la décarboxylase
N04BA03 Lévodopa, inhibiteur de la décarboxylase et inhibiteur COMT
N04BA04 Mélévodopa
N04BA05 Mélévodopa et inhibiteur de la décarboxylase
N04BA06 Étilévodopa et inhibiteur de la décarboxylase

### N04BB Dérivés de l'adamantane
N04BB01 Amantadine

### N04BC Agonistes de la dopamine
N04BC01 Bromocriptine
N04BC02 Pergolide
N04BC03 Mésilate de dihydroergocryptine
N04BC04 Ropinirole
N04BC05 Pramipexole
N04BC06 Cabergoline
N04BC07 Apomorphine
N04BC08 Piribédil
N04BC09 Rotigotine

### N04BDInhibiteur de la monoamine oxydase B(IMAOB)
N04BD01 Sélégiline
N04BD02 Rasagiline
N04BD03 Safinamide

### N04BX Autres agents dopaminergiques
N04BX01 Tolcapone
N04BX02 Entacapone
N04BX03 Budipine
N04BX04 Opicapone